# Sunburst Finish
Sunburst Finish è il terzo album in studio del gruppo musicale britannico Be-Bop Deluxe, pubblicato nel 1976.

## Tracce
1. Fair Exchange – 4:49
2. Heavenly Homes – 3:36
3. Ships in the Night – 4:03
4. Crying to the Sky – 3:57
5. Sleep That Burns – 5:16
6. Beauty Secrets – 2:47
7. Life in the Air Age – 3:59
8. Like an Old Blues – 3:27
9. Crystal Gazing – 3:24
10. Blazing Apostles – 4:29
11. Shine (bonus track)
12. Speed of the Wind (bonus track)
13. Blue as a Jewel (bonus track)